# 陶坎山
09°58′41″S 77°01′23″W / 9.97806°S 77.02306°W
陶坎山（Tawqan），是秘魯的山峰，位於該國北部安卡什大區，由博洛涅西省負責管轄，屬於瓦良卡山脈的一部分，處於喬皮漢卡山西北面，海拔高度5,200米。